# Corrado Gini
Corrado Gini (23 mei 1884 – 13 maart 1965) was een Italiaanse statisticus, econoom, demograaf en socioloog die de Gini-coëfficiënt ontwikkelde. De Gini-coëfficiënt is een maatstaf voor de inkomensongelijkheid in een samenleving. Gini was een voorstander van het organicisme en paste dit toe op landen. Voor en tijdens de Tweede Wereldoorlog was hij een voorstander van het Italiaanse fascisme. Daarnaast was Gini een eugeneticus. Na de oorlog richtte hij een beweging op die pleitte voor de annexatie van Italië door de Verenigde Staten.